# Frauenfrage
Als Frauenfrage wird der öffentliche Diskurs bezeichnet, der sich mit der Frage und der Forderung nach der Verwirklichung der Gleichberechtigung von Frauen in den modernen Gesellschaften befasst.
Verwendung fand die Bezeichnung „Frauenfrage“ seit der zweiten Hälfte des 19. Jahrhunderts in Parallele und in Anknüpfung an die „soziale Frage“, die damals durch die sozialen Umbrüche und Verelendungen ganzer Bevölkerungsschichten im Zuge der industriellen Revolution aufgeworfen worden war. In der Zeit um die 1848er Revolution wurde das Konfliktfeld noch insbesondere mit dem Begriff der „Frauenemanzipation“ belegt.
Aufgenommen wurde die „Frauenfrage“ von der ersten Welle der Frauenbewegung, die sich im deutschsprachigen Raum mit der 1848er Revolution gebildet hatte, die jedoch bald nach Scheitern der Freiheitsbewegung in den Staaten des Deutschen Bunds Repressionen ausgesetzt war, unter anderem durch noch bis 1908 gültige Verbote der Mitgliedschaft von Frauen in politischen Vereinen oder schon ihrer Teilnahme an Versammlungen mit politischen Inhalten.
Als Kern des Konflikts kann das gesellschaftliche Versprechen der Rechte von Freiheit und Gleichheit aller durch die Französische Revolution von 1789 angesehen werden, dessen Verwirklichung danach jedoch Frauen systematisch ausschloss und so bis heute anhaltende gesellschaftliche Konflikte nach sich zog. Die deutsche Frauen- und Geschlechterforscherin Ute Gerhard bezeichnete dies als „den Webfehler der sich als ‚modern‘ bezeichnenden Gesellschaften“.